# Il sospetto (serie televisiva)
Il sospetto (Bajo sospecha) è una serie televisiva spagnola prodotta da Atresmedia, trasmessa su Antena 3 dal 17 febbraio 2015 al 17 marzo 2016: la prima stagione è stata trasmessa dal 17 febbraio al 13 febbraio 2015, mentre la seconda stagione è stata trasmessa dal 22 luglio al 17 marzo 2016. La serie ha avuto come protagonisti: Yon González, Blanca Romero e Lluís Homar.
In Italia la serie è andata in onda in prima serata su Canale 5 dal 2 giugno 2015 al 19 agosto 2016: la prima stagione è stata trasmessa dal 2 giugno al 1º luglio 2015, mentre la seconda stagione è stata trasmessa dal 22 luglio al 19 agosto 2016.
L'8 aprile 2016, la serie è stata cancellata dopo due stagioni, per i bassi ascolti.

## Trama

### Prima stagione
Il giorno della sua prima comunione Alicia Vega, una bambina di 10 anni, scompare senza lasciare traccia. Dopo due settimane di intensa ricerca, arrivano sul posto ad investigare due poliziotti nazionali designati come infiltrati: l'agente Victor Reyes e l'ispettrice Laura Cortés, entrambi sotto la direzione dal commissario della polizia spagnola Casas.
Dopo aver iniziato le prime indagini, la polizia ha solo una cosa chiara: il colpevole è uno degli ospiti invitati alla festa nonché membri della famiglia della ragazzina. Mentre Victor e Laura si fingono sposati e iniziano le loro indagini senza destare alcun sospetto, il commissario Casas, l'unico ad essere a conoscenza della vera identità dei due agenti, prende in mano il controllo delle indagini iniziando ad interrogare tutti i membri della famiglia pronto a scoprire la verità una volta per tutte.

### Seconda stagione
Alla periferia di Madrid si trova il Policlinico Montalbán, dove si svolgono strane scomparse e omicidi di diverse donne, uno tra cui, quello della capoinfermiera. Un posto che con la sua tragica morte diviene presto vacante e che sarà assegnato immediatamente a Lidia Abad, la quale ottiene finalmente la carica per la quale era considerata più che capace; almeno, molto più della sua ex-collega. Questo la rende subito una dei primi sospettati dell'omicidio. Lidia è una donna di carattere forte con una particolare attenzione alle norme e alle regole da dover rispettare all'interno del Policlinico. Non insormontabile, ha un punto debole: suo figlio Rafael. Rimasta madre single, ha imparato a crescere suo figlio da sola e ha attraversato molte difficoltà pur di avere il tanto meritato successo che ora detiene.
Con questa donna rigorosa dovrà fare i conti Victor, il quale arriva al Policlinico Montalbán sprovvisto di indizi per risolvere i crimini, avendo solo una registrazione di una telecamera di sicurezza in cui viene registrato il rapimento di una delle donne. Quello che sanno Victor, il commissario Casas e l'ispettore Vidal, chiamato da Casas stesso per aiutarlo nelle indagini dopo il lavoro svolto a Cienfuegos nella prima stagione, è che il colpevole è uno dei lavoratori ospedalieri quindi il modo migliore per trovarlo è di infiltrarsi.
Infiltratosi, Victor si trova coinvolto con la prima delle tante sparizioni di donne: una giovane francese residente in Spagna da qualche tempo. Ciò provoca l'invio di un commissario e un agente della polizia francese che si infiltrano con Victor e Casas in una partnership complicata: le incomprensioni sono frequenti, dovute sia dalle diverse procedure e forme sia dal modo di vedere le cose nelle indagini.

## Episodi
| Stagione         | Episodi | Episodi | Prima TV Spagna | Prima TV Italia |
| Stagione         | Spagna  | Italia  | Prima TV Spagna | Prima TV Italia |
| ---------------- | ------- | ------- | --------------- | --------------- |
| Prima stagione   | 8       | 5       | 2015            | 2015            |
| Seconda stagione | 10      | 5       | 2016            | 2016            |

## Personaggi e interpreti

### Prima stagione
- Víctor Reyes / Víctor Casas / Víctor Lago Sánchez, interpretato da Yon González, doppiato da Edoardo Stoppacciaro.
- Laura Cortés / Laura González Sampietro, interpretata da Blanca Romero, doppiata da Ilaria Latini.
- Rafael Vidal, interpretato da Vicente Romero, doppiato da Alessio Cigliano.
- Commissario Casas, interpretato da Lluís Homar, doppiato da Mario Cordova
- Carmen Castro, interpretata da Alicia Borrachero, doppiata da Laura Romano.
- Roberto Vega Sánchez, interpretato da Pedro Alonso, doppiato da Emiliano Coltorti.
- Germán Vega, interpretato da José Ángel Egido, doppiato da Paolo Marchese.
- Pilar Sánchez, interpretata da Gloria Muñoz, doppiata da Aurora Cancian.
- Andrés Vega Sánchez, interpretato da Armando del Río, doppiato da Francesco Prando.
- Inés Vega Sánchez, interpretata da Melani Olivares, doppiata da Laura Lenghi.
- Eduardo Castro, interpretato da Pau Roca, doppiato da Francesco Venditti.
- Begoña Valverde, interpretata da María Cotiello, doppiata da Sabrina Duranti.
- Leticia "Leti" Rodríguez, interpretata da Natalia de Molina, doppiata da Gemma Donati.
- "Emi" Vega Castro Emilia, interpretata da Georgina Amorós, doppiata da Giulia Franceschetti.
- Óscar Vidal, interpretato da David Solans, doppiato da Stefano Sperduti.
- Pablo Vega Castro, interpretato da Roger Padilla, doppiato da Daniele De Ambrosis.
- Alicia Vega Castro (episodi 1-4), interpretata da Aroa Palacios, doppiata da Agnese Marteddu.
- Nuria Vega Valverde (episodi 1-6), interpretata da Berta Castañé, doppiata da Arianna Vignoli.
- Commissario Santiago Casas, interpretato da Lluís Homar, doppiato da Mario Cordova.

Con la partecipazione di
- Juan Bosco (episodi 1-3, 8), interpretato da Jordi Aguilar, doppiato da Franco Mannella.
- Ricardo Esparza (episodi 1-3), interpretato da Manuel Regueiro.

Con la collaborazione speciale di
- Carlos (episodio 1), interpretato da Benito Sagredo.

#### Personaggi ricorrenti
- Olga (episodio 1), interpretata da Victoria Bueno.
- Julia (episodio 1), interpretata da María Camacho.
- Dottor Castillo (episodio 1), interpretato da Miguel Campos.
- Alberto (episodio 1), interpretato da Héctor Campos.
- Catalina Fernández (episodi 1-2), interpretata da Mariana Cordero.
- Silvia López (episodi 1-2), Celia Freijeiro.
- Lorenzo Guerrero Fuertes (episodio 1), interpretato da Álvaro García.
- Alunno di polizia (episodio 1), interpretato da David Rubio.
- Padre di Alberto (episodio 1), interpretato da David Tortosa.
- Medico forense (episodi 2-3, 6), interpretato da Ricardo Moya.
- Chico porros (episodio 3), interpretato da Víctor Palmero.
- Madre di Silvia López (episodio 3), interpretata da Marisol Rolandi.
- Federico "Fede" Sanz Conde (episodi 4-5, 8), interpretato da Roberto Álamo.
- Poliziotto controllore (episodi 5-6), interpretato da Jorge Lora.
- Polziotto 1 (episodi 5-6), interpretato da Vicente Navarro.
- Poliziotto 2 (episodi 5-6), interpretato da Agustín Sasian.
- Torrelas (episodio 6), interpretato da Víctor Benjumea.
- Avvocato (episodi 6-7), interpretato da Josu Ormaetxe.
- Poliziotto 3 (episodi 6-7), interpretato da Miguel Uribe.
- Reportera (episodio 7), interpretata da Miriam Monlleó.

### Seconda stagione
- Víctor Reyes / Víctor Casas / Víctor Cepeda Barrán, interpretato da Yon González, doppiato da Edoardo Stoppacciaro.
- Rafael Vidal, interpretato da Vicente Romero, doppiato da Alessio Cigliano.
- Lidia Abad, interpretata da Luisa Martín, doppiata da Antonella Giannini.
- Miguel Manrique (episodi 1/9-6/14), interpretato da Gonzalo de Castro, doppiato da Paolo Marchese.
- Belén Yagüe Sotelo (episodi 1/9-8/16, 10), interpretata da Olivia Molina, doppiata da Perla Liberatori.
- Daniel Legarra Rustarazo, interpretato da Unax Ugalde, doppiato da Francesco Bulckaen.
- Alain Juillard, interpretato da Hugo Becker, doppiato da Stefano Crescentini.
- Sophie Leduc, interpretata da Mar Sodupe, doppiata da Giò Giò Rapattoni.
- Sara Guzmán Mavit, interpretata da María Botto, doppiata da Ilaria Egitto.
- Ginés Castillo, interpretato da Marcial Álvarez, doppiato da Pasquale Anselmo.
- Gorka Montero, interpretata da Israel Elejalde, doppiato da Emiliano Coltorti.
- Lola Rodríguez (episodi 1/9-4/12), interpretata da Pepa Lòpez, doppiata da Aurora Cancian.
- Carmen Díaz, interpretata da Marta Belenguer, doppiata da Laura Lenghi.
- Natalia Sanz, interpretato da Eva Ugarte, doppiata da Letizia Ciampa.
- Marcos Lara, interpretato da José Manuel Poga, doppiato da Stefano Sperduti.
- Catherine Le Monnier (episodi 6/14-10/18), interpretata da Leticia Dolera, doppiata da Francesca Manicone.
- Adela Valcárcel, interpretata da Concha Velasco, doppiata da Angiola Baggi.
- Commissario Casas, interpretato da Lluís Homar, doppiato da Mario Cordova.

#### Personaggi ricorrenti
- Isabel Freire (episodio 1), interpretata da Íngrid Rubio.
- Enrique Méndez (episodi 1-4), interpretato da José Luis García Pérez.
- Rafi Martínez Abad (episodi 1, 6-8), interpretato da Álex Martínez, doppiato da Flavio Aquilone.
- Madre di Víctor (episodi 8/16-10/18), interpretata da Nieve de Medina.
- Elena Manrique (episodi 6/14), interpretata da Lola Baldrich.
- Mercedes (episodi 1/9-2/10, 6/14-10/18), interpretata da Sabrina Praga.
- Adriana Le Monnier (episodi 1/9, 4/12, 7/15-8/16, 10/18), interpretata da Yolanda Ulloa.

#### Personaggi episodici
- Fede (episodi 3/11, 8/16), interpretato da Alfonso Mendiguchía.
- Farmaceutica (episodio 8/16), interpretata da Sara Pardo.
- Periodista 3 (episodio 8/16), interpretato da Silvia González.
- Periodista 4 (episodio 8/16), interpretato da Manuel Regalado.
- Accionista (episodio 6/14), interpretato da Miguel Mota.
- Alejandro Mendizábal (episodi 4/12-5/13), interpretato da Chisco Amado.
- Francisco "Quico" Méndez Freire (episodio 1/9-4/12), interpretato da Dereck.
- Cameriera (episodio 4/12), interpretata da Raquel Sierra.
- Moglie di Limpieza (episodio 4/12), interpretata da Paca López.
- Periodista 2 (episodi 1/9, 4/12), interpretata da Ester Díez.
- Periodista 1 (episodi 1/9, 4/12), interpretato da Alfonso Lozano.
- Don Pedro (episodi 3/11-4/12), interpretato da Txema Blasco.
- Cura (episodio 3/11), interpretata da J. C. Gurrutxaga.
- Moglie di Ginés (episodio 2/10), interpretato da Inés Sájara.
- Portiere dell'ambulanza (episodi 2/10), interpretato da Fran Calvo.
- Poliziotto nazionale (episodio 9), interpretato da Raúl Alberto Mediero Rodríguez.
- Ella (episodio 9/17), interpretata da Tània Sàrrias.
- Tipo (episodio 9/17), interpretata da José Luis Patiño.
- Poliziotto (episodio 10/18), interpretato da Héctor González.

## Personaggi deceduti

### Prima stagione
| Attore/Attrice  | Personaggio         | Causa della morte                    | Episodio della morte |
| --------------- | ------------------- | ------------------------------------ | -------------------- |
| Celia Freijeiro | Silvia López        | Suicidio (si getta da una scogliera) | 1x02                 |
| Jordi Aguilar   | Juan Bosco          | Suicidio (impiccagione)              | 1x03                 |
| Aroa Palacios   | Alicia Vega Castro  | Incidente (travolta)                 | 1x04                 |
| Berta Castañé   | Nuria Vega Valverde | Incidente (colpo alla testa)         | 1x06                 |

### Seconda stagione
| Attore/Attrice         | Personaggio               | Causa della morte                   | Episodio della morte |
| ---------------------- | ------------------------- | ----------------------------------- | -------------------- |
| Íngrid Rubio           | Isabel Freire             | Omicidio (Asfissia)                 | 2x01                 |
| José Luis García Pérez | Enrique Méndez            | Omicidio (picchiato)                | 2x03                 |
| Gonzalo de Castro      | Miguel Manrique Rodríguez | Suicidio                            | 2x06                 |
| Álex Martínez          | Rafi Martínez Abad        | Incidente (sanguinamento)           | 2x08                 |
| Olivia Molina          | Belén Yagüe Sotelo        | Omicidio (pugnalata con un bisturi) | 2x08                 |
| Israel Elejalde        | Gorka Montero             | Suicidio (sparo)                    | 2x10                 |

## Produzione
La prima stagione composta da 8 episodi, inizialmente erano 10, sono stati rieditati, eliminando il 20% delle scene per ridurne il numero.
Il 24 marzo 2015 è stato confermato tramite Twitter che ci sarebbe stata una seconda stagione con la stessa squadra di polizia, ma non si sapeva se la famiglia Vega sarebbe continuata. Il 26 maggio 2015, Antena 3 ha dato il via libera alla seconda stagione e una settimana dopo è stato confermato che Lluís Homar sarebbe apparso in essa, nonostante fosse atteso in una futura serie di Telecinco. Nel settembre 2015 è stato annunciato che l'attrice Blanca Romero non sarebbe stata nella seconda stagione e attrici come Concha Velasco, Luisa Martín e Olivia Molina si sarebbero unite al cast. Nell'aprile 2016, il direttore dei contenuti di Atresmedia e il produttore della serie hanno annunciato che non avrebbe avuto una terza stagione per diversi motivi, tra cui il basso pubblico ottenuto nel secondo round di episodi.

## Distribuzione

### Spagna
In originale la serie è andata in onda su Antena 3 dal 17 febbraio 2015 al 17 marzo 2016: la prima stagione è stata trasmessa dal 17 febbraio al 13 febbraio 2015, mentre la seconda stagione è stata trasmessa dal 22 luglio al 17 marzo 2016.
Composizione puntate
In originale la serie è composta da due stagioni di 18 puntate, ognuna delle quali ha una durata di 75 minuti: la prima stagione comprende le prime 8 puntate, mentre la seconda stagione le rimanenti 10.

### Italia
In Italia la serie è andata in onda in prima serata su Canale 5 dal 2 giugno 2015 al 19 agosto 2016: la prima stagione è stata trasmessa dal 2 giugno al 1º luglio 2015, mentre la seconda stagione è stata trasmessa dal 22 luglio al 19 agosto 2016.
Composizione puntate
In Italia la serie è composta dalle stesse due stagioni, nella quale ogni puntata originale di 75 minuti è rimontata in due o tre puntate in modo da formare 10 puntate la cui durata varia dai 100 minuti (per le prime due puntate della seconda stagione la durata è stata di 140 minuti): la prima stagione comprende le prime 5 puntate, mentre la seconda le rimanenti 5.

## Premi e nomination
| Anno | Premio                                                     | Nominato                             | Categoria                                   | Risultato       |
| ---- | ---------------------------------------------------------- | ------------------------------------ | ------------------------------------------- | --------------- |
| 2015 | Premi ATR (Gruppo di spettatori e ascoltatori radiofonici) | Miglior serie spagnola               | Miglior serie spagnola                      | Vincitore/trice |
| 2015 | Premio Madrid Imagen (MIM Series)                          | Miglior serie drammatica             | Miglior serie drammatica                    | Vincitore/trice |
| 2015 | Premio Madrid Imagen (MIM Series)                          | Silvia Quer e Jorge Sánchez-Cabezudo | Miglior direzione                           | Candidato/a     |
| 2015 | Premio Madrid Imagen (MIM Series)                          | Yon González                         | Miglior interpretazione drammatica maschile | Vincitore/trice |
| 2015 | Premio Madrid Imagen (MIM Series)                          | Gema R. Neira e Ramón Campos         | Miglior sceneggiatura                       | Candidato/a     |
| 2015 | Premio Fotogramas de Plata                                 | Yon González                         | Miglior attore televisivo                   | Vincitore/trice |
| 2015 | Neox Fan Awards                                            | Yon González                         | Miglior attore televisivo                   | Candidato/a     |

## Adattamenti
- Sin rastro de ti (Messico 2016) una nuova versione prodotta da Televisa, con Adriana Louvier e Danilo Carrera